# Orden genético
Orden Genético es el nombre del disco del grupo Ktulu lanzado en 1994. El tema "Apocalipsis 25D" aparece en la película y la banda sonora de El día de la bestia de Álex de la Iglesia. Los samples usados en esta canción están extraídos de la película El Exorcista de William Friedkin.

## Canciones
1. "Mensaje Subliminal" (6:31)
2. "Autodestrucción" (5:25)
3. "Sin Treguas" (5:04)
4. "Orden Genético" (5:01)
5. "Utilizados"  (4:12)
6. "El Último Pájaro" (5:02)
7. "Deja de joder" (5:30)
8. "No creo en ti" (5:00)
9. "Apocalipsis 25D" (2:55)